# Cakóháza
Cakóháza je obec v Maďarsku v župě Győr-Moson-Sopron, spadající pod okres Csorna. Nachází se asi 11 km severovýchodně od Csorny, 12 km jihozápadně od Lébény a asi 30 km severozápadně od Győru. V roce 2015 zde žilo 55 obyvatel, Cakóháza je tak nejmenší obcí okresu Csorna a po Cséru druhou nejmenší obcí župy Győr-Moson-Sopron. Dle údajů z roku 2011 tvoří 94,7 % obyvatelstva Maďaři a 5,3 % Němci.
Vesnicí prochází silnice 8509.

## Sousední obce
| Růžice kompasu | Rábcakapi     |  | Tárnokréti | Růžice kompasu |
| Růžice kompasu | Sever         |  |            | Růžice kompasu |
| Růžice kompasu | Cakóháza      |  |            | Růžice kompasu |
| Růžice kompasu | Jih           |  |            | Růžice kompasu |
| Růžice kompasu | Markotabödöge |  |            | Růžice kompasu |